# Penčo Slavejkov
Penčo Petkov Slavejkov, bulharsky Пенчо Петков Славейков (27. duben 1866, Trjavna – 28. květen 1912, Brunate) byl bulharský básník a esejista. Spolu se svým otcem, básníkem a politikem Petko Račevem Slavejkovema, byl představitelem moderny v bulharské literatuře. Psal přírodní, milostnou a reflexívní lyriku i poémy. K jeho nejslavnějším dílům patří epos Kärvava pesen (Krvavá píseň), který pojednává o protitureckém povstání z roku 1876. Toto dílo upravoval až do konce života. 
V letech 1892-1898 studoval na univerzitě v Lipsku. Přeložil také řadu německých děl do bulharštiny.
V anketě Velcí Bulhaři (Великите българи), kterou roku 2006 uspořádala bulharská veřejnoprávní televize, a jejímž cílem bylo určit největší osobnost bulharských dějin, skončil na 94. místě. V letech 1999-2006 byl vyobrazen na bankovce v hodnotě 50 leva.
Zajímavostí je, že Slavejkov kriticky hodnotil dílo Jana Nerudy a odmítl ho překládat do bulharštiny: „ne proto, že to není dobrý spisovatel, ale proto, že jeho krásné fejetony (jako speciálně české) jsou nepřeložitelné a nepochopitelné nikomu jinému než obyvatelům zlaté Prahy. A to, co je z Nerudova díla přeložitelné a pochopitelné pro nás, jsou práce příliš prosté.“